# بيرل أرجيل
بيرل أرجايل (7 نوفمبر 1910 - 29 يناير 1947) كانت راقصة وممثلة باليه جنوب أفريقية. تذكر اليوم في المقام الأول لجمالها الاستثنائي، ظهرت في أدوار قيادية مع شركات الباليه الإنجليزية في الثلاثينيات وأدت في وقت لاحق أدواراً في المسرحيات الموسيقية والأفلام.

## بداية حياتها
بيرل ويلمان ، ابنة إرنست جيمس ويلمان ومريم ويلمان، ولدت في جوهانسبرغ،  المدينة الرئيسية في مقاطعة ترانسفال (الآن غوتنغ) ومركز تعدين الذهب في جنوب أفريقيا.
دخلت لأول مرة تاريخ الرقص في منتصف العشرينات، عندما ظهرت في لندن وسجلت في دروس الباليه في مدارس نيكولاي ليجات، في حدائق كوليت، والسيدة ماري رامبرت، في نوتينغ هيل جيت. هناك كانت تعرف باسم بيرل آرجيل من قبل الطلاب الآخرين وأعضاء نادي رامبرت، المجموعة المؤدية التي تطور منها باليه رامبرت. من بين أعضاء النادي الآخرين في ذلك الوقت مصمم الرقصات الناشئة فريدريك أشتون، الذي سيلعب لعب دورًا مهمًا في حياتها المهنية في مرحلة الباليه.

## الباليه
في الوقت الذي درست فيه أرجيل في مدرسة رامبرت للباليه، كان آشتون الراقص الرئيسي لمجموعته المسرحية وكذلك مصمم الرقصات الناشئة. وأشار إلى أنها كانت شابة خجولة، تحمر خجلاً عند مخاطبتها، لكنها كانت ساحرة وراقصة رشيقة. مثل معظم الناس، صدمه على الفور مظهرها الجميل. وشبهها بالممثلة غريتا غاربو ووصفها بأنها «أجمل امرأة في جيلها». سرعان ما أصبحت مصدر إلهامه، مما ألهمه لخلق أدوار لها في عدد من رقصات الباليه المبكرة.
كانت أرجيل عضوًا مهمًا في مجموعة رامبرت وهي مجموعة تتضمن طلاب مؤدي رقصات في أواخر العشرينيات، وفي نادي الباليه وجمعية كمبارغو من عام 1930 إلى عام 1935. في وقت لاحق، كانت راقصة رئيسية مع باليه فيك ويلز من عام 1936 إلى عام 1938. من بين الأدوار الرئيسية التي رقصتها خلال هذه السنوات كانت التالية. 
- 1927. الملكة الجنية ، أوبرا هنري بورسيل، مع رقصات ماري رامبرت وفريدريك أشتون. الأدوار: رقصة أتباع الليل، مضيفة في الصيف، وشاكون.
- 1928. الحوريات والرعاة ، تصميم الرقصات بواسطة فريدريك أشتون، الموسيقى من قبل فولفجانج أماديوس موزارت. الأدوار: باستي مع ويليام تشابل. جافوت جويوز ، مع أندريه هوارد وهارولد تورنر؛ وكورانت مع أندريه هوارد وهارولد تورنر ووليام تشابيل.
- 1928. ليدا ، تصميم الرقصات بواسطة فريدريك أشتون وماري رامبرت، والموسيقى كريستوف ويليبالد غلوك الدور: ناييد. تمت إعادته لاحقًا باسم ليدا و ذا سوان ، مع تصميم الرقصات من قبل اشتون وحده. الدور: حورية.
- 1929. باليه المريخ والزهرة ، تصميم الرقصات لماري رامبرت، موسيقى دومينيكو سكارلاتي، يديرها كونستانت لامبرت. الدور: الزهرة.
- 1930. صورة فلورنسية ، تصميم الرقصات بواسطة فريدريك أشتون، موسيقى أركانجيلو كوريلي. الدور: ملاك.
- 1931. لا بيري ، تصميم الرقصات لفريدريك أشتون، موسيقى بول دوكاس. الدور: رفيق.
- 1931. سيدة شالوت ، باليه فريدريك أشتون، بعد قصيدة ألفريد، اللورد تينيسون، موسيقى جان سيبيليوس. الدور: سيدة الكراث.
- 1932. ظهور قصير في بالي هو في مسرح هايماركت في لندن قبل انضمامها إلى بالية رامبرت< [8]
- 1933. الأقنعة، أو تغيير السيدات، باليه فريدريك أشتون، موسيقى فرانسيس بولينك. الدور: زوجة شخصية، لعبها فريدريك أشتون.

غادرت أرجيل لندن في عام 1933 للذهاب إلى باريس، حيث رقصت مع شركة جورج بالانشين ليه باليه 1933 بقيادة تمارا تومانوفا وتيلي لوش.عادت إلى لندن عام 1934، انضمت مرة أخرى إلى نادي الباليه وخلقت دور البارميد في بار نوكس دي فالوا بار ، مستوحى من اللوحة الشهيرة لإدوارد مانيه. (اتخذ هذا الدور لاحقًا من قبل إليزابيث سكولدينغ، التي تحملت تشابهًا ملحوظًا مع الفتاة في لوحة مانيه.). بصفتها فتاة دو بار، شاركت المسرح مع أليسيا ماركوفا كراقصة لويز ويبر وفريدريك أشتون كشريك لها. قيل أنها كانت أول راقصة باليه بريطانية تؤدي تصميم الرقصات ماريوس بيتيبا في الفصل 3.
في عام 1935، غادرت شركة رامبرت للانضمام إلى فيك ويلز باليه كراقصة رئيسية. في هذه الفرقة، التي نظمتها ليليان بايليس ودي فالوا للأداء في مسرح فيك القديم ومسرح سادلر ويلز. ثم غادرت شركة فيك ويلز لكنها عادت في عام 1938 لخلق دور في الباليه الآخر المستوحى من قصة هانز كريستيان أندرسن، «ملابس الإمبراطور الجديدة». وهي ترقص دور الإمبراطورة في فيلم لي رو نو من دي فالوا، وقد فازت مرة أخرى بالتصفيق من الجماهير المبتهجة.

## أواخر حياتها
في عام 1938، تزوجت أرجيل من المخرج السينمائي الألماني كورتيس برنهاردت (1899-1981)، المعروف باسم كورت، بعد أن ولد ابنهما ستيفن في فبراير 1937. عندما اندلعت الحرب في أوروبا عام 1939، هربت الأسرة من ألمانيا النازية من أجل سلامتها لأمريكا، واستقرت في النهاية في لوس أنجلوس. توفيت آرجيل وهي في السادسة والثلاثين أثر نزيف دماغي مفاجئ أثناء زيارتها لزوجها في نيويورك. دفنت في حديقة فورست لون التذكارية في جليندال، كاليفورنيا، تحت اسمها بعد الزواج بيرل برنهاردت.

## روابط خارجية
- بيرل أرجيل على موقع IMDb (الإنجليزية)
- بيرل أرجيل على موقع قاعدة بيانات الفيلم (الإنجليزية)